# Brigitte Mazohl
Brigitte Mazohl, auch Brigitte Mazohl-Wallnig (* 2. Juli 1947 in Bozen), ist eine österreichische Historikerin. Sie war bis zu ihrer Emeritierung im Jahr 2015 ordentliche Professorin für Österreichische Geschichte am Institut für Geschichtswissenschaften und Europäische Ethnologie der Universität Innsbruck und vom 1. Juli 2013 bis 2017 Präsidentin der philosophisch-historischen Klasse an der Österreichischen Akademie der Wissenschaften.

## Leben
Brigitte Mazohl studierte an der Universität Salzburg Geschichte und Publizistik und wurde 1971 bei Erika Weinzierl zum Thema Die Autonomiebestrebungen im Trentino 1848/49 promoviert. Es folgten Forschungsaufenthalte am Österreichischen Kulturinstitut in Rom, an der Österreichischen Akademie der Wissenschaften in Wien (dort auch Studium der Rechtswissenschaften) und in Mainz (Institut für Europäische Geschichte). Nach Assistenzvertretungen an der Universität Salzburg und am Institut für Europäische Geschichte in Mainz wurde sie 1980 am Institut für Geschichte an der Universität Salzburg bei Fritz Fellner Assistentin. Nach ihrer Habilitation (1986) zum Thema „Österreichischer Verwaltungsstaat und administrative Eliten im Königreich Lombardo-Venetien 1815–1859“ folgten Forschungsaufenthalte in Venedig und Florenz sowie Gastprofessuren an den Universitäten Innsbruck und Klagenfurt.
1993 wurde sie als Ordinaria für österreichische Geschichte an die Universität Innsbruck berufen, wo sie von 1993 bis 2015 lehrte und zahlreiche Leitungsfunktionen innehatte, u. a. die Institutsleitung (1996–1998 und 2005–2013) und zwischen 2012 und 2015 die (stellvertretende) Leitung des Forschungsschwerpunkts „Kulturelle Begegnungen – Kulturelle Konflikte“.
Beim Fonds zur Förderung der wissenschaftlichen Forschung übte sie 2003–2008 die Funktion einer wissenschaftlichen Referentin aus, bei der Österreichischen Akademie der Wissenschaften wurde sie 2004 zum korrespondierenden Mitglied, 2008 zum wirklichen Mitglied gewählt, 2013 erfolgte die Wahl zur Präsidentin der phil-hist. Klasse, ein Amt, das sie bis 2017 ausübte. Die Leitung der Kommission für Neuere Geschichte Österreichs als Vorsitzende übernahm sie 2008. Seit 2004 ist sie Innsbrucker Sprecherin des Internationalen Graduiertenkollegs „Politische Kommunikation von der Antike bis zur Gegenwart“.
Für die Funktionsperiode 2023 bis 2028 wurde sie Mitglied des Universitätsrates der Universität Innsbruck.

## Forschungsschwerpunkte
Ihre Forschungsschwerpunkte liegen im Rahmen der österreichischen, deutschen und italienischen Geschichte in der Zeit zwischen dem 18. Jahrhundert und dem Ersten Weltkrieg; sie betreffen Fragen von Recht, Verwaltung und Politik, von Herrschaft und Kommunikation, Bildungs- und Wissenschaftsgeschichte sowie Genderforschung.

## Auszeichnungen
- 1974: Theodor-Körner-Preis
- 2011: Ehrenzeichen des Landes Tirol
- 2014: Wissenschaftspreis für außergewöhnliche Forschungsleistung der Stiftung Südtiroler Sparkasse.
- 2017: Österreichisches Ehrenkreuz für Wissenschaft und Kunst I. Klasse[3]

## Publikationen (Auswahl)
- mit Rolf Steininger, Alexander Piff: Geschichte Südtirols. C. H. Beck, München 2020. ISBN 978-3-406-73412-0.[4]
- mit Andreas Bösche: Zeitenwende 1806. Das Heilige Römische Reich und die Geburt des modernen Europa. Wien/Köln/Weimar 2005.[5]
- mit Paolo Pombeni (Hrsg.): Minoranze negli imperi. Popoli fra identità nazionale e ideologia imperiale (= Quaderni dell'Istituto storico italo-germanico in Trento. Band 88). Bologna 2013.
- mit Hans Peter Hye, Jan Paul Niederkorn (Hrsg.): Nationalgeschichte als Artefakt. Zum Paradigma „Nationalstaat“ in den Historiographien Deutschlands, Italiens und Österreichs. Wien 2009.
- mit Marco Bellabarba, Reinhard Stauber, Marcello Verga (Hrsg.): Gli imperi dopo l'Impero nell'Europa del XIX secolo (= Quaderni dell’Istituto storico italo-germanico in Trento. Band 76). Bologna 2009.
- mit Marco Meriggi (Hrsg.): Österreichisches Italien – italienisches Österreich? Interkulturelle Gemeinsamkeiten und nationale Differenzen vom 18. Jahrhundert bis zum Ende des Ersten Weltkrieges (= Zentraleuropa-Studien. Band 5), Wien 1999.
- Österreichischer Verwaltungsstaat und administrative Eliten im Königreich Lombardo-Venetien 1815–1859 (= Veröffentlichungen des Instituts für Europäische Geschichte in Mainz. Band 146), Mainz 1993.
- mit Gunda Barth-Scalmani, Hermann J. W. Kuprian (Hrsg.): Erfahren – Erinnern – Bewahren. EEB. In: Schriftenreihe des Zentrums für Erinnerungskultur und Geschichtsforschung. Bände 1–4, 2012–2014.
- mit Angela De Benedictis, Gustavo Corni, Luise Schorn-Schütte (Hrsg.): Schriften zur politischen Kommunikation. Bände 1–19. Göttingen 2008–2014.
- mit Angela De Benedictis, Gustavo Corni, Daniela Rando, Luise Schorn-Schuette (Hrsg.): Studi sulla comunicazione politica. Bände 1–6. Bologna 2012–2014.
- L’Homme. Zeitschrift für feministische Geschichtswissenschaft 1990 ff. (Mitherausgeberschaft bis 2003).
- Innsbrucker Historische Studien. (Mitherausgeberschaft ab 2006).
- mit Johannes Feichtinger (Hrsg.): Die Österreichische Akademie der Wissenschaften 1847–2022. Eine neue Akademiegeschichte. 3 Bände (= Denkschriften der Gesamtakademie. Band 88). Verlag der Österreichischen Akademie der Wissenschaften, Wien 2022, ISBN 978-3-7001-9051-6 (verlag.oeaw.ac.at PDF).[6]